# ウィリアムズ・FW25
ウィリアムズ・FW25 (Williams FW25) はウィリアムズが2003年のF1世界選手権に投入したフォーミュラ1カー、デザイナーはパトリック・ヘッド、ギャビン・フィッシャー、アントニア・テルッツィ。

## FW25

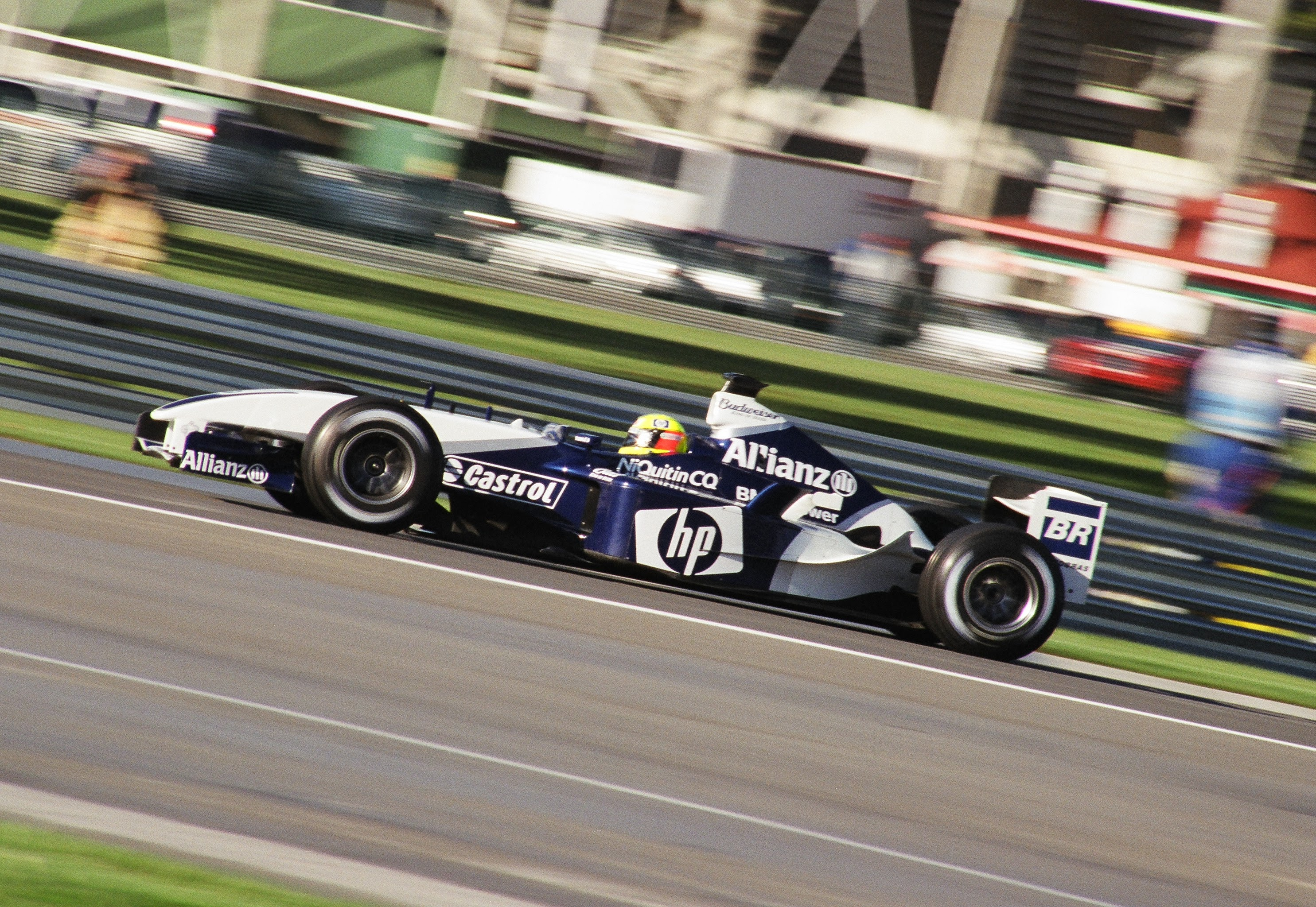
アメリカGPにてラルフ・シューマッハがドライブするFW25

2003年シーズンの開幕時点ではFW24のギアボックスを搭載したハイブリッド仕様でデビューし、第3戦ブラジルGPより新型ギアボックスを投入した。
フェラーリから空力専門家のアントニア・テルッツィが加入。波打つように湾曲したフロントウイング、バージボードからターニングベインへの変更、複雑なリアボディワークなど、マシンの各部に細かな空力アップデートが続けられた。
序盤戦は試行錯誤の結果がみられなかったが、フランク・ダーニーがチームに復帰してセットアップに貢献。ミシュランが投入したワイドトレッドのフロントタイヤとのマッチングに成功し、中盤戦以降は高いレースパフォーマンスを発揮するマシンに仕上がった。

## 2003年シーズン
ドライバーは前年に引き続きファン・パブロ・モントーヤとラルフ・シューマッハ。イタリアGPはその前に行われたテストでシューマッハが負傷したため、テストドライバーのマルク・ジェネがドライブした。
この年はフェラーリが新車であるF2003-GAの開発につまづいたこともあり、終盤までチャンピオン争いを繰り広げることとなった。第7戦モナコGPではモントーヤが2000年のインディ500に続くクラシックイベントを制覇。モントーヤは8戦連続表彰台に立ち、一時はポイントリーダーのミハエル・シューマッハに1ポイント差まで肉薄した。シューマッハも2勝を挙げ、2人合わせて表彰台12回と安定したリザルトを残した。第15戦アメリカGPの決勝でモントーヤは雨に翻弄され6位に終わり、この時点でチャンピオンの可能性が消滅したものの、最終的にはミハエル・シューマッハとキミ・ライコネンに次ぐドライバーズランキング3位となり、コンストラクターズランキングはフェラーリから11点差の2位という好成績を残した。

## スペック

### シャーシ
- シャシー名 FW25
- 材質 カーボンファイバー・アルミハニカムコンポジット
- クラッチ オートモーティブ・プロダクツ
- ブレーキ APレーシング
- ギアボックス 7速セミオートマチック
- ホイール OZレーシング
- タイヤ ミシュラン

### エンジン
- エンジン BMW・P83
- 排気量 2,998cc 自然吸気
- 気筒数 V型10気筒
- スパークプラグ チャンピオン
- 燃料・潤滑油 ペトロブラス

## 結果
| 年   | No. | ドライバー   | 1   | 2   | 3   | 4   | 5   | 6   | 7   | 8   | 9   | 10  | 11  | 12  | 13  | 14  | 15  | 16  | ポイント | ランキング |
| 年   | No. | ドライバー   | AUS | MAL | BRA | SMR | ESP | AUT | MON | CAN | EUR | FRA | GBR | GER | HUN | ITA | USA | JPN | ポイント | ランキング |
| ---- | --- | ------------ | --- | --- | --- | --- | --- | --- | --- | --- | --- | --- | --- | --- | --- | --- | --- | --- | -------- | ---------- |
| 2003 | 3   | モントーヤ   | 2   | 12  | Ret | 7   | 4   | Ret | 1   | 3   | 2   | 2   | 2   | 1   | 3   | 2   | 6   | Ret | 144      | 2位        |
| 2003 | 4   | シューマッハ | 8   | 4   | 7   | 4   | 5   | 6   | 4   | 2   | 1   | 1   | 9   | Ret | 4   | INJ | Ret | 12  | 144      | 2位        |
| 2003 | 4   | ジェネ       |     |     |     |     |     |     |     |     |     |     |     |     |     | 5   |     |     | 144      | 2位        |

太字はポールポジション、斜体字はファステストラップ
- ドライバーズランキング
  - ファン・パブロ・モントーヤ 3位
  - ラルフ・シューマッハ 5位
  - マルク・ジェネ 17位